# Conjunt del carrer Elkano (Barcelona)
Conjunt del carrer Elkano és una obra de Barcelona protegida com a Bé Cultural d'Interès Local.

## Descripció
El conjunt del carrer Elkano està format per quatre edificis en dos grups de dos, un davant de l'altre, a les cantonades dels carrer Elkano amb Poeta Cabanyes. Són edificis entre mitgeres i consten de planta baixa, cinc pisos i terrat. Totes les façanes són similars.
A la planta baixa s'obren portes i finestres allindades amb mènsules decoratives i la llinda decorada amb un arc rebaixat en relleu; el parament en aquest nivell és de carreus de pedra amb un acabament llis. Les obertures dels pisos superiors segueixen un ritme regular i els mateixos eixos longitudinals. Aquestes obertures estan emmarcades per formes sinuoses i relleus vegetals; les del darrer pis estan decorades amb un guardapols coronat amb un motiu natural. Totes les obertures donen a balcons de diferents dimensions: hi ha balcons correguts molt llars, dobles o individuals. Tots ells tenen la barana de ferro forjat i llosana de pedra motllurada que es recolza sobre mènsules i un fris amb motius vegetals que al mateix temps fa de coronament de l'obertura del pis inferior. El parament és d'estuc que imita carreus d'acabat rugós.
El coronament de les façanes és de línies ondulants a mode de merlets mixtilinis amb la part superior corba.